# ЗІФ-31Б
ЗІФ-31 — 57-мм спарена зенітна корабельна артилерійська установка, що перебувала на озброєнні ВМФ СРСР. Створювалася в чотирьох варіантах: ЗІФ-31, ЗІФ-31С, ЗІФ-31Б і ЗІФ-31БС. Установка ЗІФ-31Б була прийнята на озброєння наказом головкому ВМФ СРСР № 0068 від 28 лютого 1956 року. Виробництво установки тривало і в 1960-х роках. На озброєнні ВМФ СРСР перебували три модифікації: ЗІФ-31С, ЗІФ-31Б і ЗІФ-31БС. Вони в основному розрізнялися наявністю дистанційного керування та двигунами приводів вертикального і горизонтального наведення. Двигуни ЗІФ-31 і ЗІФ-31Б працювали на змінному трифазному струмі з напругою 220 і 380 В, а в установок ЗІФ-31С і ЗІФ-31БС ця напруга при постійному струмі становила 220 В. Установки ЗІФ-31 і ЗІФ-31С мали дистанційне керування від ПУС «Фут-Б», а ЗІФ-31Б і ЗІФ-31БС не мали дистанційного керування і вели вогонь тільки за прицілом АМЗ-57-2.